# 도미닉 퍼무사
도미닉 퍼무사(영어: Dominic Fumusa, 1969년 9월 13일 ~ )는 미국의 배우이다.

## 출연 작품

### 영화
- Grilled (2006)
- This Is a Story About Ted and Alice (2007) - 단편
- 러브 매니지먼트 (2008)
- Little New York (2009)
- One Fall (2011)
- 얼리전스 (2012, Allegiance)
- Delivering the Goods (2012)
- Breaking the Bough (2013) - 단편
- Emily & Tim (2015)
- 포커스 (2015)
- 13시간 (2016)
- 위험한 브런치: 사랑과 우정사이 (2018, Fourplay)
- 더 리포트 (2019)
- 스위트 걸 (2021)

### 텔레비전
- 로앤오더: 성범죄 전담반 (1999-2012)
- 로앤오더: 범죄 전담반 (2001-08)
- 애즈 더 월드 턴즈 (2008)
- 간호사 재키 (2009-15)
- 퍼슨 오브 인터레스트 (2012)
- 대미지 (2012)
- 엘리멘트리 (2013)
- 테이큰 (2017)
- 골리앗 (2018)